# Halicz (potok)
Halicz (także Haliczka) – potok, lewy dopływ Sanu o długości 10,03 km. 
Płynie w Bieszczadach Zachodnich. Jego źródło znajduje się na południe od przełęczy Rozdoły położonej pomiędzy Haliczem a Wołowym Garbem, na wysokości ok. 1200 m n.p.m. Początkowo potok płynie na południowy wschód, zbierając niewielkie dopływy z rejonu Połoniny Bukowskiej; następnie skręca na północny wschód. W dolnym biegu przepływa przez teren dawnej miejscowości Bukowiec, przyjmuje lewy, największy dopływ zwany Wołowcem, a potem uchodzi do Sanu (ok. 710 m n.p.m.).